# Silvain (opéra)
Pour les articles homonymes, voir Silvain (homonymie) et Sylvain.
Silvain, ou Sylvain, est un opéra-comique du compositeur André Grétry sur un livret de Jean-François Marmontel, créé en 1770 à Paris. L'histoire est adaptée de l'Éraste de Salomon Gessner et raconte comment Silvain, fils de la noblesse, épouse une roturière et vit avec elle et ses filles dans une simple ferme. Le livret a été critiqué par l'aristocratie de l'époque, voyant en lui un risque pour l'ordre social de l'Ancien Régime.

## Historique
Jean-François Marmontel, pour conserver sa dignité de dramaturge, souhaite ne pas apparaître en tant qu'auteur d'opéra-comique, et prête donc anonymement sa pièce à André Grétry. André Grétry, à l'inverse de ses opéras antécédents, s'est attaché à rendre la justesse de la déclamation dans son ouvrage, afin d'approcher le plus possible les inflexions naturelles de la voix pour rendre les « diverses affections de l'âme ». Il se fait même amener par son librettiste Jean-François Marmontel chez l'actrice Mademoiselle Clairon pour se faire donner « une leçon de musique ».
Silvain est créé le 19 février 1770 à Paris à la Comédie italienne. L'opéra connaît un fort succès chez le public, à l'instar de ses ouvrages précédents, ce qui contribue à installer la réputation du compositeur, bien que l'aristocratie française critique vivement le livret, qui y voit un complot des philosophes, trop libéral pour elle,. L'opéra devient un des ouvrages favoris de Marie-Antoinette, qui est une des premières pièces qu'elle fait jouer dans son théâtre de la Reine de Trianon.
L'opéra est joué en 1770 en Suède en français pour deux représentations, puis dix sept fois dans une version traduite entre 1791 et 1795. Silvain est le tout premier opéra représenté sur le sol des États-Unis après la déclaration de son indépendance ; sa création se déroule dans la salle d'opéra française, le Théâtre de la Rue Saint-Pierre, du Vieux carré français de La Nouvelle-Orléans en Louisiane le 22 mai 1796,,. Cette ville devient par la suite le vivier artistique dans le genre de l'opéra et le réceptacle de nombreuses créations,,. Jusqu'au milieu des années 1820, Silvain est joué autour de quatre cent fois à Paris et presque trente fois à Saint-Domingue avant son indépendance. Silvain est joué en juin 2022 à Washington à l'Opera Lafayette, sous la direction de Ryan Brown et mis en scène par Tania Hernández Velasco.

## Description
Silvain est un opéra-comique en un acte avec ariettes en français.
L'ouvrage est dédié au prince Charles de Pologne.

### Livret
Le livret est inspiré par l'Eraste de Salomon Gessner, une pièce en un acte qui raconte l'histoire de Simon, serviteur du pauvre fermier Eraste, qui décide de dérober aux riches pour redonner aux pauvres, et ainsi nourrir son maître et sa maison. Eraste lui ordonne de rendre l'argent à celui à qui Simon l'a dérobé, qui s'avère être le père d'Eraste. Celui-ci recherchait son fils qui avait décidé il y a longtemps de se marier en dehors de la noblesse. Pour Silvain, le récit raconte l'histoire de Silvain, le fils d'un noble déshérité par son père parce qu'il a épousé une roturière. Avec Hélène et leurs deux filles Pauline et Lucette, il vit comme un simple paysan dans sa ferme. Le jour du mariage de l'aînée avec le fils du paysan voisin, Sylvain est accusé de braconnage par le fils d'un nouveau seigneur local, qui se trouve être en fait son propre père.
Le livret de Jean-François Marmontel se déporte sur l'Ancien Régime et constitue une critique du traitement des paysans et de leur usage de la terre, l'histoire devenant ainsi un plaidoyer en faveur de l'égalité sociale.

### Rôles

Scène VI - Dolmon fils : « Tu chassois ; de quel droit ? » - Silvain : « Du droit de la nature »

La distribution de Silvain comprend les personnages suivants, avec la tessiture qui leur est associée et le créateur du rôle :
| Rôle                                | Tessiture    | Créateur                   |
| ----------------------------------- | ------------ | -------------------------- |
| Silvain Dolmon, fils aîné           | baryton      | Joseph Caillot             |
| Dolmon, père                        | basse-taille | M. Suin                    |
| Hélène, épouse de Silvain           | soprano      | Marie-Thérèse Laruette     |
| Dolmon, fils cadet                  | parlé        | Antoine Trial              |
| Pauline, fille de Silvain et Hélène | soprano      | Marie-Jeanne Trial         |
| Lucette, fille de Silvain et Hélène | soprano      | Pétronille-Rosalie Beaupré |
| Bazile, jeune villageois            | ténor        | Clairval                   |
| Un garde de Dolmon                  | ténor        |                            |
| Un garde de Dolmon                  | basse-taille |                            |